# Bertil Bondesson
Karl Bertil Bondesson, född 30 juni 1947, död 5 januari 2012, var en svensk jurist som var lagman i Borås tingsrätt från 2003 till 2011.
Bondesson utnämndes den 28 mars 1985 till hovrättsråd. Han utnämndes den 30 januari 2003 till lagman i Borås tingsrätt. 